# Sofileta (entreprise)
 (novembre 2023).
L'article doit être relu — et modifié si nécessaire — par des contributeurs indépendants pour apporter un regard critique aux contributions effectuées en violation des conditions d'utilisation de Wikipédia, tant sur la forme (notamment concernant le style encyclopédique, la proportionnalité) que sur le fond (la neutralité de point de vue, la qualité et l'indépendance des sources).
SOFILETA fait partie d'un groupe industriel familial, le Groupe SOPATEX, spécialisé dans la conception et la production de textiles techniques et fonctionnels innovants. Le Groupe bénéficie d’une forte expérience dans la conception et la production de matériaux textiles destinés à l’équipement sportif de hautes performances ou à la protection individuelle « multi-risques » (feu, chaleur, arc électrique, risque chimique, risque bactériologique). La conception et la production de matériaux textiles à hautes performances mécaniques et fonctionnelles a permis au Groupe SOPATEX et à SOFILETA de se développer dans le secteur médical et le secteur aéronautique.
La démarche de SOFILETA consiste à inventer tant des tissus et des matériaux nouveaux que des process et des technologies émergentes, afin d’améliorer la performance de ses produits et d’apporter des solutions multifonctionnelles hautement performantes, notamment pour le sport et la protection individuelle.
Depuis 1911, date de création du groupe, de nombreux savoir-faire textiles ont été développés et de nombreux métiers ont été progressivement intégrés : l'ourdissage, le tissage, le tricotage, la teinture, l'ennoblissement ou encore le contrecollage, le laminage et l'enduction en phase aqueuse.

## Activités
S'appuyant sur une gamme étendue de textiles techniques, SOFILETA se positionne aujourd'hui sur des marchés très variés. Chaque marché fait l'objet d'une offre spécifique construite en fonction des exigences des clients.

### SOFILETA Activewear - Bodywear - Fashion
SOFILETA Activewear - Bodywear - Fashion est spécialisé à la fois dans la mode et dans l'offre de textiles techniques et fonctionnels pour habiller les sportifs exigeants.
Pour des sports aussi variés que le fitness, le running, le ski, le golf, l'équitation ou la natation, Sofileta propose différentes gammes de produits qui répondent spécifiquement aux exigences de chaque sport. En fonction de l'usage, les produits extensibles et les mailles de SOFILETA présentent des design différents et des degrés d'élasticités adaptés. De nombreuses fonctionnalités sont aussi proposées en termes, par exemple, de résistance, d'imperméabilité, de respirabilité, ou encore de gestion de flux thermiques.
Pour la mode, les équipes techniques et les équipes design de SOFILETA consacrent beaucoup de temps à l'édification de collections variées et très « tendances ».

### SOFILETA Advanced Textiles
SOFILETA Advanced Textiles bénéficie d'une très forte expérience dans le domaine des textiles techniques intrinsèquement ignifuges (tissus non feu) et de protection contre la chaleur. SOFILETA a développé une compétence reconnue dans la fabrication de tissus et de tricots techniques destinés à la protection individuelle de personnes exposées aux environnements dits « à risque ». Les textiles techniques de SOFILETA protègent ainsi contre le feu, la chaleur, l'arc électrique ou encore contre certaines agressions chimiques ou bactériologiques.
Les produits de SOFILETA Advanced Textiles servent ainsi à confectionner des équipements de protection individuelle (EPI).
Une fois les vêtements confectionnés par les clients de SOFILETA, les textiles techniques de SOFILETA habillent le personnel d'industries risquées, les sapeurs-pompiers, de nombreuses forces de police et de nombreux corps d'armée.

### SOFILETA Advanced Materials
SOFILETA Advanced Materials développe des textiles techniques pour des secteurs aussi variés que l'industrie médicale, l'aéronautique ou encore l'industrie automobile.
Les produits développés présentent des performances techniques conformes aux cahiers des charges exigeants de secteurs de haute technologie. SOFILETA s'appuie sur un outil industriel moderne et une démarche « Qualité » rigoureuse pour assurer, dans le temps, la production de composants fiables.